# گروه حل‌پذیر
در ریاضیات، بویژه در حوزه نظریه گروه‌ها، گروه حل‌پذیر (به انگلیسی: Solvable Group)، گروهی است که می‌توان آن را از گروه‌های آبلی و با کمک توسیع گروهی ساخت. به‌طور معادل، گروه حل‌پذیر، گروهی است که سری مشتق شده آن به زیرگروه بدیهی پایان می‌پذیرد.

## انگیزش
به‌طور تاریخی، کلمه «حل‌پذیر» از نظریه گالوا و اثبات حل ناپذیری معادلات چندجمله‌ای درجه پنج در حالت کلی سر برمی‌آورد. بویژه، یک معادله چندجمله‌ای برحسب رادیکال‌ها حل‌پذیر است اگر و تنها اگر گروه گالوای متناظر با آن نیز حل‌پذیر باشد (توجه کنید که این قضیه تنها زمانی که میدان دارای مشخصه ۰ باشد برقرار است). یعنی با هر چندجمله‌ای {\displaystyle f\in F[x]}، برجی از توسیعات میدانی به صورت زیر متناظر است:
{\displaystyle F=F_{0}\subset F_{1}\subset F_{2}\subset \cdots \subset F_{m}=K}
چنان‌که:
1. {\displaystyle F_{i}=F_{i-1}[\alpha _{i}]}، که در آن {\displaystyle \alpha _{i}^{m_{i}}\in F_{i-1}}، چنان‌که {\displaystyle \alpha _{i}} جوابی به معادله {\displaystyle x^{m_{i}}-a} است که در آن {\displaystyle a\in F_{i-1}} است.
2. {\displaystyle F_{m}} شامل میدان شکافنده ای برای {\displaystyle f(x)} است.

## ارجاعات
- مشارکت‌کنندگان ویکی‌پدیا. «Solvable Group». در دانشنامهٔ ویکی‌پدیای انگلیسی، بازبینی‌شده در ۱ مهٔ ۲۰۲۱.